# Granyanella
Granyanella är en kommun i Spanien.   Den ligger i provinsen Província de Lleida och regionen Katalonien, i den östra delen av landet, 400 km öster om huvudstaden Madrid. Antalet invånare är 143. Arean är 24,4 kvadratkilometer. Granyanella gränsar till Tàrrega, Els Plans de Sió, Cervera och Granyena de Segarra. 
Terrängen i Granyanella är platt.